# Миодраг Атанацковић
Миодраг Атанацковић (Београд, 27. јун 1936) је српски сликар и педагог.

## Биографија
Миодраг Атанацковић је Академију ликовних уметности завршио у Београду. Студијска путовања обавио је у Италији и Француској. Први пут је излагао 1962. на колективним изложбама УЛУС-а и у Октобарском салону 1962. и 1963.